# 因帕爾

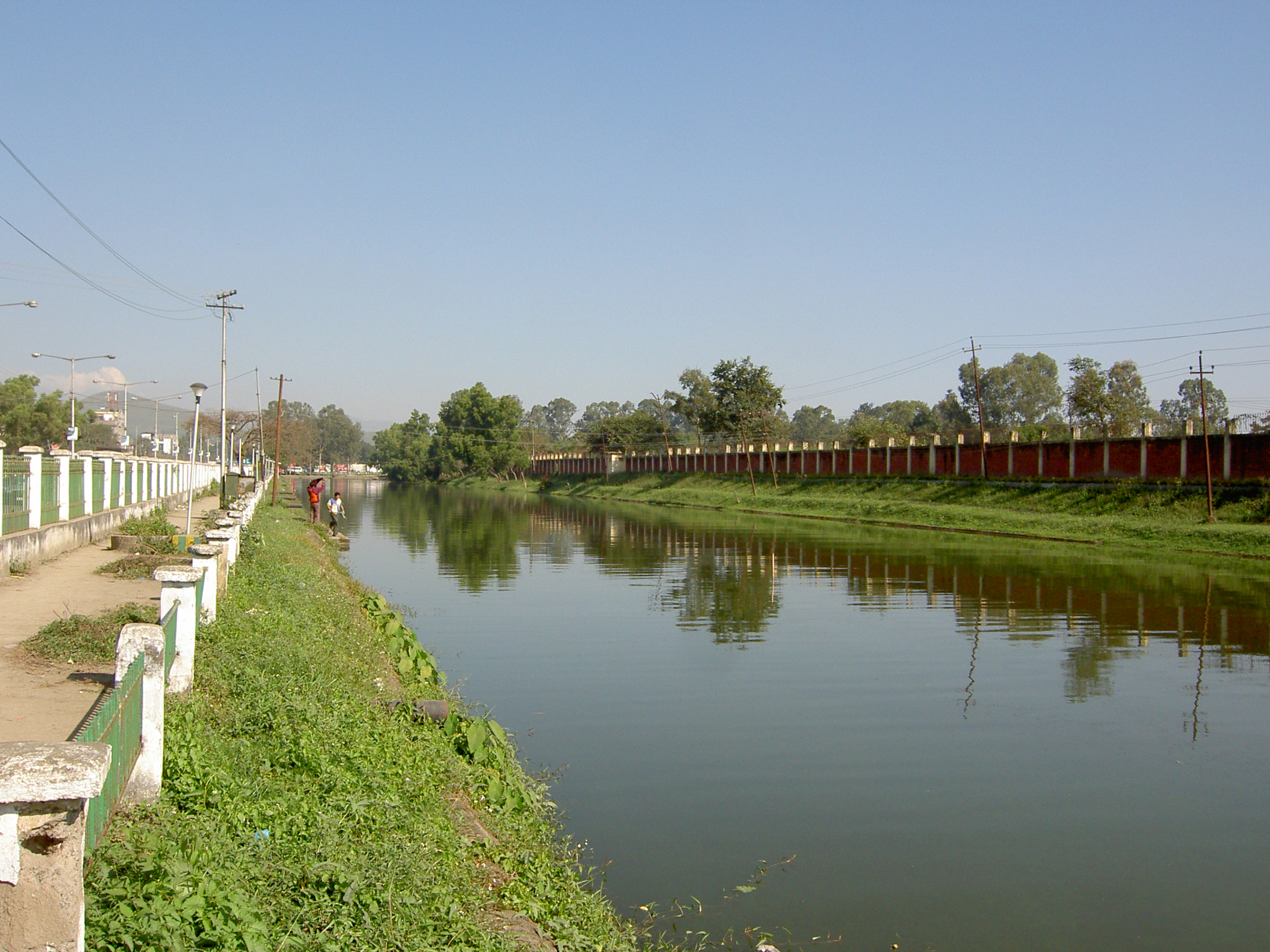

因帕爾（/ˈɪmpəl/，ⓘ，又譯英帕爾），印度城市，也是曼尼普爾邦的首府，位於該國東部，毗鄰與緬甸接壤的邊境，海拔高度786米，每年平均降雨量1,387毫米，2011年人口264,986。

## 歷史
1944年，日本陸軍與英軍在此發生英帕尔战役，成為日本陸軍在二次大戰期間傷亡最慘重的一役。

## 外部連結
- Imphal West（页面存档备份，存于）
- Imphal East（页面存档备份，存于）

24°49′N 93°57′E / 24.82°N 93.95°E